# レセプト債
レセプト債（レセプトさい）とは、医療機関が受け取る診療報酬の受取権利（診療報酬請求債権）を元利金の支払原資と称した証券化商品のことである。アメリカや日本の、一部の短期資金確保に悩む医療機関が、民間保険会社（アメリカの場合）または国保若しくは社保（日本の場合）に対する診療報酬債権（＝医療売掛）をファクタリング会社に年利数十%に相当する金利相当分を差し引いた額で割引譲渡し、ファクタリング会社はこの債権を証券化して生み出される。日本では、少人数私募債の一つとして私募が行われることが多い。
2015年、レセプト債を発行するファンド会社や資産運用会社計4社が相次いで経営破綻し、多数の顧客への配当が停止している状態となっていることが、判明した。これに関連して、顧客に対してリスクが少ない商品であると偽計を用いた説明をしたほか、意図的に債務超過を隠すために虚偽の財務書類を作成して債券を販売していたとして、アーツ証券や六和証券などの証券会社が刑事告訴される、あるいは監督官庁である金融庁の処分を受けるなどしている。
また、この問題を受けて、証券業界の自主規制団体である日本証券業協会では、「投資家保護の観点からきちんとした規制を設けるべき」として、「社債券の私募等の取扱い等に関する規則」を作成し、私募債の販売に関する規制を設けた。

## 破綻した証券会社による説明
レセプト（独：Rezept）とは、患者が受けた診療について、医療機関が保険者（市町村や健康保険組合等）に請求する医療費の明細書のことである。診療報酬明細書（医科・歯科の場合）又は調剤報酬明細書（薬局における調剤の場合）と呼ばれることもあり、医療機関では単に「レセ」と言われることが多い。
多くの場合、診療報酬は、社会保険診療報酬支払基金（社保）、国民健康保険団体連合会（国保）から支払われている。医療機関は、医療行為を行った時点で保険者に対して、診療報酬を請求して受け取る権利を有しているが、保険者から報酬が支払われるまでには、必ずタイムラグが発生している。
医療機関にとっては、このタイムラグを解決して資金調達の迅速化を図ることが経営の課題であるが、その問題を解決する仕組みとして、診療報酬を受け取る権利自体を証券化したものが「レセプト債」と呼ばれている。
一般的に、債権者が売掛債権を債権回収会社（ファクタリング会社）に売却して、債権を譲り受けた債権回収会社がその企業に成り代わって売掛債権を回収するファクタリングビジネスと診療報酬の証券化を組み合わせたものとして考えられている。